# サクラ大戦 神崎すみれ 引退記念 す・み・れ
『サクラ大戦 神崎すみれ 引退記念 す・み・れ』（サクラたいせん かんざきすみれ いんたいきねん す・み・れ）は、セガのテレビゲーム作品『サクラ大戦』の登場人物神崎すみれの引退を描いたOVA作品。2002年12月18日発売（資料によっては2003年発売とされることもある）。

## 概要
神崎すみれを演じる富沢美智恵が結婚のため一時降板することになり開催された舞台「サクラ大戦 新春歌謡ショウ 神崎すみれ引退記念公演 春恋紫花夢惜別（はるこいしすみれゆめのわかれ）」（2002年1月2～6日開催）による神崎すみれの帝国歌劇団からの引退を受けて急遽作成された。
なお富沢美智恵も声優業を引退するという情報も一部で流れたが、これは誤りであり、それまで受ける仕事数を減らしただけである。後に歌謡ショウには復帰した。

## 登場人物
- 神崎すみれ：富沢美智恵
- 真宮寺さくら：横山智佐
- マリア・タチバナ：高乃麗
- アイリス：西原久美子
- 李紅蘭：渕崎ゆり子
- 桐島カンナ：田中真弓
- ソレッタ・織姫：岡本麻弥
- レニ・ミルヒシュトラーセ：伊倉一恵
- 大神一郎：陶山章央
- 米田一基：池田勝
- 藤枝かえで：折笠愛

## スタッフ
- 総合プロデューサー・総監督 - 広井王子
- エグゼクティブプロデューサー - 赤松智、大場規勝、名越康晃
- チーフディレクター・絵コンテ - 桐生勇作
- ディレクター・演出 - まついひとゆき
- シリーズ監修 - あかほりさとる
- シリーズ構成・脚本 - 川崎ヒロユキ
- キャラクター原案 - 藤島康介
- キャラクターデザイン - 松原秀典
- OVAキャラクター設定・作画監督 - 田中誠輝
- OVAメカニック設定 - 福地仁
- 美術監督 - 窪田忠雄
- 色彩設計 - 田中真紀
- コンポジットディレクター - 長牛豊
- 編集 - 岡田輝満
- 音響監督 - 百瀬慶一
- 音楽 - 田中公平
- プロデューサー - 西野陽、奥村圭作
- CG制作協力 - オーバーワークス
- アニメーション制作 - ラディクス
- 製作 - セガ、オーバーワークス、レッド・エンタテインメント

## 挿入歌
「すみれチャチャチャ」
作詞 - 広井王子 / 作曲 - 田中公平 / 編曲 - 根岸貴幸 / 歌 - 富沢美智恵
「なやましマンボ」
作詞 - 広井王子 / 作曲 - 田中公平 / 編曲 - 岸村正実 / 歌 - 富沢美智恵
「センタースポット」
作詞 - 広井王子 / 作曲 - 田中公平 / 編曲 - 根岸貴幸 / 歌 - 富沢美智恵